# امیرحسین اصلانیان
امیرحسین اصلانیان (زاده ‎۲۵ شهریور ۱۳۵۷ - تهران) بازیکن سابق فوتبال ایرانی است. وی در باشگاه‌های مطرح پرسپولیس و پیکان سابقه بازی دارد. همچنین این بازیکن عنوان آقای گلی لیگ دو در سال ۱۳۷۹ و افتخار دعوت به تیم ملی توسط جلال طالبی رادر کارنامه خود دارد، او همچنین بازیکن اسبق باشگاه فوتبال الفجیره بوده است. 

## سانحه تصادف
سال ۱۳۸۲ وی در جاده محمودآباد در شمال ایران دچار سانحه تصادف گردید. او از ناحیه پا آسیب دید و در چند ناحیه دیگر از بدنش دچار شکستگی شد. وی پس‌از این رخداد مدتی از دنیای فوتبال دور شد تا پس از دوره درمان برای برگشت به دوران آمادگی تصمیم گرفت راهی باشگاه لیگ برتری پیکان شود. اما نتوانست به دوران اوج فوتبالش بازگردد.